# 681
Cette page concerne l'année 681  du calendrier julien. Pour l'année 681 av. J.-C., voir 681 av. J.-C.
L'année 681 est une année commune qui commence un mardi.

## Événements
- Le général musulman Oqba ibn Nafaa est réinvestit dans ses fonctions de gouverneur au Maghreb. Arrivé à Kairouan à la fin de l'année, il marche vers l’ouest avec ses troupes et capture le chef berbère chrétien des Aurès Koceila, chef de la tribu des Aurébas, dans les environs de Tlemcen. Il aurait atteint Tanger où règne le prince chrétien Julien. Koceila parvient à s’échapper et à regrouper les troupes berbères. Il laisse Oqba s’enfoncer vers l’ouest sans l’attaquer pour le surprendre à son retour (683)[1].

### Europe
- 9-25 janvier : XIIe concile de Tolède convoqué par le roi wisigoth Ervige pour légitimer son élection[2]. Il renouvèle les lois faites contre les Juifs et leur prescrit l’abjuration sous un délai d’un an[3]. Les Juifs espagnols taisent et cachent leurs pratiques religieuses (crypto-judaïsme). Ils suivent le culte chrétien et portent ouvertement des noms chrétiens, mais célèbrent leur religion dans les caves et les grottes. Ils font circoncire quand même leurs fils et prononcent à mot couvert les bénédictions hébraïques des mariages et des enterrements. Ils vivent volontiers dans les villages. S’ils sont pris en flagrant délit de Shabbat ou de grand jeûne du Yom Kippour, ils sont traduits en justice et exécutés. Le judaïsme parvient cependant à se maintenir, entre 670 et 710.
- 9 août : lors du concile de Constantinople, un prêtre syrien dénonce dans un sermon la victoire des Bulgares menés par Asparoukh en Mésie sur l'Empire byzantin[4]. Il mentionne pour la première fois l’État bulgare dont la capitale est alors installée à Pliska (aujourd’hui Aboba, près de Choumen).
- Septembre : traité entre l'Empire byzantin et les Bulgares reconnaissant de jure l'existence de l'État bulgare et imposant le versement d'un tribut par le basileus (pakton)[4] .

- Eudes devient duc d'Aquitaine (fin en 735)[5].
- Le basileus Constantin IV Pogonat écarte du pouvoir ses frères Héraclius et Tibère à la suite de leurs intrigues. Il leur aurait fait couper le nez[6].
- Le roi Wisigoth Ervige oblige les propriétaires à amener à l’armée le dixième de leurs esclaves en armes[7].

## Décès en 681
- Shandao, moine bouddhiste chinois du courant de la Terre pure